# Canal de l'Est
Het Canal de l'Est is een kanaal in Frankrijk, in de regio's Bourgogne-Franche-Comté en Grand Est. Het kanaal is gebouwd tussen 1874 en 1887, en heeft een lengte van 439 km. Het is een verbinding tussen de gekanaliseerde Maas, de Moezel en de Saône. Het werd eertijds opgedeeld in een Branche Nord (noordelijk deel) van 272 km parallel lopend aan de Maas, voor het stuk van Givet tot Troussey. Vanaf hier gaat het over een afstand van ongeveer 20 kilometer op in het Marne-Rijnkanaal tot Toul waar het de gekanaliseerde Moezel bereikt. Weer zowat 20 kilometer verder bij Neuves-Maisons begint de 114 kilometer lange Branche Sud (zuidelijk deel) die tot Golbey de vallei van de Moezel volgt en bij Corre uitmondt in de Saône. In 2003 werden het noordelijke en zuidelijke deel door VNF herbenoemd tot respectievelijk Canal de la Meuse en Canal des Vosges. Deze laatste benaming was al langer gebruikelijk onder de schippers op het kanaal.